# Niccolò Ammaniti
Niccolò Ammaniti, italijanski pisatelj, *  25. september 1966, Rim.

## Življenje in delo
Študiral je biologijo, vendar ni dokončal študija. Na podlagi diplomske naloge naj bi napisal svoj prvi roman, Branchie, ki je izšel leta 1994. Glavni lik tega romana je Marco Donati, ki zboli za rakom in doživi nešteto dogodivščin. Leta 1999 je bil posnet film, v katerem igrata italijanska igralka Valentina Cervi in italijanski glasbenik Gianluca Grignani, vendar ni doživel pričakovanega uspeha.
Skupaj z očetom Massimom, profesorjem na rimski univerzi La Sapienza, je izdal delo Nel nome del figlio, esej o težavah adolescence. Esej je bil izjemno uspešen in večkrat ponatisnjen.
Leta 1996 je izdal zbirko pripovedi Fango, med katerimi je tudi pripoved L'ultimo capodanno dell'umanità, po katerem je bil leta 1998 posnet film L'ultimo capodanno. Ammaniti je osebno sodeloval pri nastajanju scenografije. Nekaj let kasneje je izdal roman Ti prendo e ti porto via, ki pripoveduje zgodbo o sramežljivem fantu Pietru, ki živi v problematični družini in si želi uiti tej težki situaciji.
Naslednji roman, Io non ho paura, mu je leta 2001 prinesel priznano italijansko literarno nagrado - Premio Viareggio. Ammaniti je tako postal najmlajši dobitnik te nagrade. Po tem romanu je italijanski režiser Gabriele Salvatores posnel film, v katerem je Ammaniti sodeloval pri scenografiji. Film je dobil priznano italijansko filmsko nagrado David di Donatello in zastopal je Italijo na podelitvi oskarjev. Roman je bil preveden tudi v slovenščino z naslovom Ni me strah.
Leta 2006 je izdal roman Come Dio comanda, v katerem sta glavna lika oče in sin, Rino in Cristiano. Tako kot pri prejšnij delih je bil roman zelo uspešen, kar se tiče prodaje, toda nekateri kritiki so se odzvali negativno. Režiser Salvatores je kljub temu izrazil pozitivno mnenj in ponovno posnel film. Po njegovem mnenju je roman izjemen triler, ki pripoveduje zgodbo o močni ljubezni med očetom in sinom.
Leta 2007 je roman Come Dio comanda prejel ugledno literarno nagrado Premio Strega. Tudi ta roman je bil preveden v slovenščino, in sicer z naslovom Kakor Bog ukazuje.
V naslednjih letih je Ammaniti izdal še dva romana, Che la festa cominci in Io e te, preveden tudi v slovenščino (Jaz in ti). Leta 2012 je italijanski režiser Bernardo Bertolucci po njem posnel film.  
Leta 2011 je Niccolò Ammaniti obiskal Slovenijo, in sicer v sklopu festivala Literature sveta – Fabula 2011 in nastopil v ljubljanskem Cankarjevem domu. V tej priložnosti je avtor predstavil roman Io e te (Jaz in ti), v katerem pripoveduje o dečku Lorenzu, ki se sooča s problematiko odraščanja. Ammaniti je trdil, da je napisal roman iz lastnih izkušenj, saj je kot otrok imel težave pri vzpostavljanju stikov z vrstniki.